# Mormyrus caballus lualabae
Mormyrus caballus lualabae is een ondersoort van de straalvinnige vissen uit de familie van de tapirvissen (Mormyridae). De wetenschappelijke naam van de soort is voor het eerst geldig gepubliceerd in 1964 door Reizer.